# Katharine Ross
Katharine Juliet Ross (født 29. januar 1940) er en amerikansk skuespillerinde og forfatter.
Katharine Ross filmdebuterede i 1965 i Flammer over Virginia og blev betragtet som en af "Hollywoods friskeste nye ansigter". En af hendes mest kendte roller er som Dustin Hoffmans romance i filmen Fagre voksne verden (1967), for hvilken hun blev nomineret til en Oscar for bedste kvindelige birolle.
Blandt andre kendte film er Butch Cassidy and the Sundance Kid (1969, berømt for sin cykelscene), Dukke-kvinderne (1975), S/S St. Louis - Skibet som fik verden til at skamme sig (1976) og de seneste år, herunder Donnie Darko (2001).
Katharine Ross har været gift med skuespilleren Sam Elliott siden 1984.